# 岸田吟香

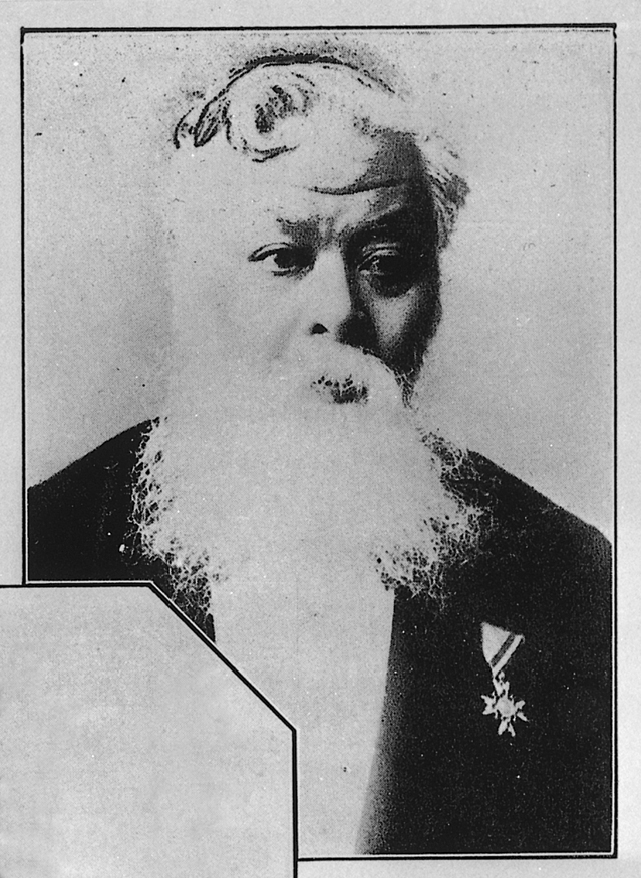
岸田吟香

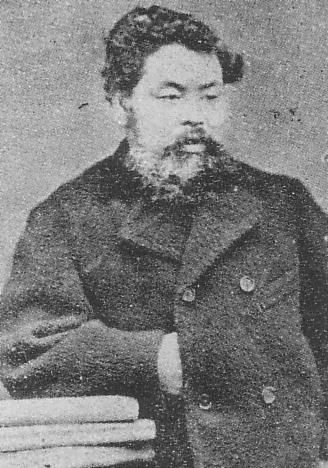
岸田吟香

岸田吟香（日语：／ Kishida Ginkō；1833年6月15日—1905年6月7日）日本报社记者、实业家、教育家、大陸浪人。

## 生平
生于美作国久米北条郡（今冈山县久米郡美咲町），曾依靠贩卖眼药水起家，1873年担任东京日日新闻编辑，1877年辞职在东京银座建立“乐善堂”从事药品贩卖，1880年前往中国上海设立分店，期间资助荒尾精等人，日清贸易研究所、东亚同文书院。1880年2月，与榎本武扬等人建立兴亚会。1898年任东亚同文会会员。